# Dichloracetonitril
Dichloracetonitril ist eine  chemische Verbindung aus der Gruppe der Nitrile.

## Vorkommen
Dichloracetonitril kommt als Beiprodukt bei der Desinfektion von Trinkwasser vor.

## Gewinnung und Darstellung
Dichloracetonitril kann durch Reaktion von Cyanessigsäure mit N-Chlorsuccinimid in Wasser gewonnen werden.

## Eigenschaften
Dichloracetonitril ist eine farblose Flüssigkeit, die löslich in Chloroform ist.

## Verwendung
Es wird für die Synthese von α-Chlor- und α,α-Dialkyl-substituierten Nitrilen verwendet. Es ist auch ein Baustein für die Synthese von Pyrimidinen und Pyridinen und unterliegt der Darzens-Reaktion mit Aldehyden und Ketonen.